# László Bölöni
László Bölöni (Târgu Mureș, 11 marzo 1953) è un allenatore di calcio ed ex calciatore rumeno di ruolo centrocampista.
Ha iniziato la sua carriera calcistica professionistica all'ASA Târgu Mureş, per diventare poi noto con la squadra rumena della Steaua București. Bölöni firmò il contratto con lo Steaua nel 1984, riuscendo a vincere la Coppa dei Campioni con essa nel 1986 e la Supercoppa europea nel 1987.

## Carriera

### Giocatore

#### Club
Bölöni ha iniziato a giocare nelle giovanili del Chimica Târnăveni nel 1967. Nel 1968 è stato aggregato alla prima squadra, con cui ha disputato due stagioni nella Divizia C, la terza serie del campionato rumeno di calcio.
Nel 1970 è passato all'ASA Târgu Mureş dove è rimasto per 14 stagioni, fino al 1984. Dopo una stagione in Divizia B (1970-1971), ha guadagnato la promozione in Divizia A, nella quale ha esordito il 22 agosto 1971 nella partita ASA Târgu-Mureş-Farul Constanța (0-0). Con l'ASA Târgu Mureş ha collezionato 406 presenze in campionato (387 in Divizia A e 19 in Divizia B) e 64 gol (62 in A e 2 in B).
Nel 1984 si è trasferito allo Steaua Bucarest, con cui ha vinto 3 campionati rumeni, 2 Coppe di Romania, una Coppa dei Campioni e una Supercoppa UEFA. In occasione della finale di Coppa dei Campioni 1985-1986, vinta ai rigori contro il Barcellona, Bölöni è stato uno dei due giocatori dello Steaua a sbagliare il proprio tiro dal dischetto, ma la coppa è stata vinta comunque grazie al portiere Helmuth Duckadam, che ha parato tutti i tiri dei giocatori della squadra spagnola.
Nel 1988 Bölöni si è trasferito all'estero, firmando per i belgi del Racing Jet Bruxelles, con cui ha disputato 16 partite nella Division I belga. Dopo la retrocessione in Division II è passato al Créteil-Lusitanos in Division 2 francese e la stagione successiva all'Orléans, sempre in Division 2, in cui ha chiuso la carriera nel 1992.

#### Nazionale
Bölöni ha giocato la prima partita ufficiale nella Nazionale rumena il 24 settembre 1975 a Salonicco contro la Grecia, partita valida per la Coppa dei Balcani.
Il 2 luglio 1976 ha segnato la prima rete in Nazionale in occasione dell'amichevole contro l'Iran disputata a Teheran e conclusasi 2-2.
Nel 1984 ha fatto parte della selezione che ha partecipato all'Europeo, nel quale ha giocato tutte e 3 le partite della Romania segnando un gol nella prima partita contro la Spagna (1-1).
In totale con la Nazionale rumena ha disputato 102 partite e segnato 23 gol.

### Allenatore
Subito dopo aver concluso la carriera di calciatore, Bölöni ha cominciato quella di allenatore. Ha iniziato con il Nancy, dove è rimasto per 8 anni conquistando la promozione in Division 1 nel 1997-1998.
Nel 2000 è stato nominato commissario tecnico della Nazionale rumena, incarico ricoperto fino al 30 giugno 2001.
Nel 2001 è passato allo Sporting Lisbona, vincendo la Supercoppa di Portogallo, il campionato e la Coppa di Portogallo alla sua prima stagione alla guida del club. Alla fine della stagione seguente è stato licenziato dai portoghesi per gli scarsi risultati ottenuti.
Nel 2003 è ritornato in Francia, ingaggiato dal Rennes, squadra che Bölöni nel 2004-2005 ha portato fino al 4º posto in Ligue 1, ottenendo così la qualificazione alla Coppa UEFA 2005-2006 ed eguagliando il miglior piazzamento nella storia del club francese.
Nel maggio 2006 Bölöni ha firmato un contratto di 2 anni per allenare il Monaco, ma il 23 ottobre è stato licenziato poiché la squadra era penultima in classifica.
Nel giugno 2007 è stato assunto alla guida dell'Al-Jazira, squadra degli Emirati Arabi Uniti, con la quale ha vinto al Coppa dei Campioni del Golfo battendo l'Al-Ettifaq dopo i tiri di rigore.
Il 9 giugno 2008 è stato assunto dallo Standard Liegi al posto di Michel Preud'homme, che aveva lasciato la squadra dopo aver vinto il campionato. Bölöni alla prima stagione a Liegi ha vinto la Supercoppa del Belgio e il campionato nazionale battendo l'Anderlecht nel doppio spareggio per l'assegnazione del titolo. Si è dimesso dalla guida dello Standard Liegi il 10 febbraio 2010, con la squadra al sesto posto in campionato e staccata di 19 punti dalla capolista Anderlecht.
Il 24 maggio 2010 Bölöni ha firmato un contratto come allenatore dell'Al-Wahda. Dopo sole tre partite, nelle quali ha totalizzato due sconfitte (tra cui quella nella Supercoppa degli Emirati Arabi Uniti) e una vittoria è stato licenziato il 2 settembre seguente dalla società emiratina.
Il 2 gennaio 2011 Bölöni è stato nominato allenatore del Lens in sostituzione di Jean-Guy Wallemme. Il 1º giugno 2011, al termine della stagione conclusa con la retrocessione del Lens in Ligue 2, è sostituito da Jean-Louis Garcia. Il 9 luglio 2011 ha firmato un contratto biennale come allenatore del PAOK. Ha lascia il club il 28 maggio 2012 dopo che la dirigenza ha comunicato la decisione di tagliare gli stipendi del 50% per fronteggiare la crisi economica.
Il 24 giugno 2012 è diventato allenatore dell'Al-Khor. Il 26 maggio 2015 viene sostituito da Jean Fernandez.
Il 16 giugno 2022 viene annunciato ufficialmente come nuovo allenatore del Metz ottenendo la promozione in Ligue 1 arrivando 2º. Nel 2023-2024 retrocede arrivando terzultimo in massima serie.

## Vita privata
Quando Bölöni aveva 15 anni, suo padre morì di ictus mentre lo guardava giocare dagli spalti. La morte del genitore lo colpì fortemente, ma Bölöni fu convinto dalla madre a continuare a giocare a calcio. Si è trasferito dalla sua città natale Târnăveni a Budapest qualche tempo dopo. Durante la sua permanenza alla Steaua București, Bölöni ha lavorato anche come dentista per sei anni; sua figlia ha seguito le sue orme e ha studiato implantologia in Francia.
Nel 2021, è stato assunto dal quotidiano Nemzeti Sport per analizzare le partite dell'Ungheria a UEFA Euro 2020, e nello stesso anno ha rivelato il suo sostegno alla squadra di calcio Székely Land. Tuttavia, dopo il fallimento delle trattative per assumere la guida della nazionale romena nel 2022, Bölöni ha espresso il suo rammarico per non aver potuto rappresentare nuovamente il suo paese.
Bölöni ha la nazionalità rumena, ungherese e francese. Ha acquisito la nazionalità francese per naturalizzazione il 7 luglio 1998.

## Statistiche

### Giocatore

#### Cronologia presenze e reti in nazionale
| Cronologia completa delle presenze e delle reti in nazionale ― Romania | Cronologia completa delle presenze e delle reti in nazionale ― Romania | Cronologia completa delle presenze e delle reti in nazionale ― Romania | Cronologia completa delle presenze e delle reti in nazionale ― Romania | Cronologia completa delle presenze e delle reti in nazionale ― Romania | Cronologia completa delle presenze e delle reti in nazionale ― Romania | Cronologia completa delle presenze e delle reti in nazionale ― Romania | Cronologia completa delle presenze e delle reti in nazionale ― Romania |
| Data                                                                   | Città                                                                  | In casa                                                                | Risultato                                                              | Ospiti                                                                 | Competizione                                                           | Reti                                                                   | Note                                                                   |
| ---------------------------------------------------------------------- | ---------------------------------------------------------------------- | ---------------------------------------------------------------------- | ---------------------------------------------------------------------- | ---------------------------------------------------------------------- | ---------------------------------------------------------------------- | ---------------------------------------------------------------------- | ---------------------------------------------------------------------- |
| 24-9-1975                                                              | Salonicco                                                              | Grecia                                                                 | 1 – 1                                                                  | Romania                                                                | Coppa dei Balcani 1973-1976 - Semifinale                               | -                                                                      |                                                                        |
| 17-12-1975                                                             | Glasgow                                                                | Scozia                                                                 | 1 – 1                                                                  | Romania                                                                | Qual. Euro 1976                                                        | -                                                                      |                                                                        |
| 12-5-1976                                                              | Veliko Trnovo                                                          | Bulgaria                                                               | 1 – 0                                                                  | Romania                                                                | Coppa dei Balcani 1973-1976 - Finale                                   | -                                                                      |                                                                        |
| 5-6-1976                                                               | Milano                                                                 | Italia                                                                 | 4 – 2                                                                  | Romania                                                                | Amichevole                                                             | -                                                                      |                                                                        |
| 2-7-1976                                                               | Teheran                                                                | Iran                                                                   | 2 – 2                                                                  | Romania                                                                | Amichevole                                                             | 1                                                                      |                                                                        |
| 6-10-1976                                                              | Praga                                                                  | Cecoslovacchia                                                         | 3 – 2                                                                  | Romania                                                                | Amichevole                                                             | -                                                                      |                                                                        |
| 28-11-1976                                                             | Salonicco                                                              | Romania                                                                | 3 – 2                                                                  | Bulgaria                                                               | Coppa dei Balcani 1973-1976 - Finale                                   | 1                                                                      |                                                                        |
| 23-3-1977                                                              | Bucarest                                                               | Romania                                                                | 4 – 0                                                                  | Turchia                                                                | Coppa dei Balcani 1977-1980 - 1º turno                                 | -                                                                      | 79’                                                                    |
| 16-4-1977                                                              | Bucarest                                                               | Romania                                                                | 1 – 0                                                                  | Spagna                                                                 | Amichevole                                                             | -                                                                      |                                                                        |
| 27-4-1977                                                              | Bucarest                                                               | Romania                                                                | 1 – 1                                                                  | Germania Est                                                           | Amichevole                                                             | -                                                                      |                                                                        |
| 8-5-1977                                                               | Zagabria                                                               | Jugoslavia                                                             | 0 – 2                                                                  | Romania                                                                | Qual. Mondiali 1978                                                    | -                                                                      |                                                                        |
| 5-8-1977                                                               | Teheran                                                                | Iran                                                                   | 0 – 0                                                                  | Romania                                                                | Amichevole                                                             | -                                                                      | 68’                                                                    |
| 14-8-1977                                                              | Rabat                                                                  | Cecoslovacchia                                                         | 1 – 3                                                                  | Romania                                                                | Coupe Mohamed V 1977                                                   | -                                                                      | 65’                                                                    |
| 21-9-1977                                                              | Bucarest                                                               | Romania                                                                | 6 – 1                                                                  | Grecia                                                                 | Amichevole                                                             | 2                                                                      | 83’                                                                    |
| 26-10-1977                                                             | Madrid                                                                 | Spagna                                                                 | 2 – 0                                                                  | Romania                                                                | Qual. Mondiali 1978                                                    | -                                                                      | 7’                                                                     |
| 13-11-1977                                                             | Bucarest                                                               | Romania                                                                | 4 – 6                                                                  | Jugoslavia                                                             | Qual. Mondiali 1978                                                    | 1                                                                      |                                                                        |
| 22-3-1978                                                              | Bucarest                                                               | Turchia                                                                | 1 – 1                                                                  | Romania                                                                | Coppa dei Balcani 1977-1980 - 1º turno                                 | -                                                                      |                                                                        |
| 5-4-1978                                                               | Buenos Aires                                                           | Argentina                                                              | 2 – 0                                                                  | Romania                                                                | Amichevole                                                             | -                                                                      |                                                                        |
| 3-5-1978                                                               | Bucarest                                                               | Romania                                                                | 2 – 0                                                                  | Bulgaria                                                               | Coppa dei Balcani 1977-1980 - 1º turno                                 | -                                                                      |                                                                        |
| 14-5-1978                                                              | Bucarest                                                               | Romania                                                                | 0 – 1                                                                  | Unione Sovietica                                                       | Amichevole                                                             | -                                                                      |                                                                        |
| 31-5-1978                                                              | Sofia                                                                  | Bulgaria                                                               | 1 – 1                                                                  | Romania                                                                | Coppa dei Balcani 1977-1980 - 1º turno                                 | -                                                                      |                                                                        |
| 11-10-1978                                                             | Bucarest                                                               | Romania                                                                | 1 – 0                                                                  | Polonia                                                                | Amichevole                                                             | -                                                                      | 63’                                                                    |
| 25-10-1978                                                             | Bucarest                                                               | Romania                                                                | 3 – 2                                                                  | Jugoslavia                                                             | Qual. Euro 1980                                                        | -                                                                      | Ammonizione                                                            |
| 15-11-1978                                                             | Valencia                                                               | Spagna                                                                 | 1 – 0                                                                  | Romania                                                                | Qual. Euro 1980                                                        | -                                                                      |                                                                        |
| 13-12-1978                                                             | Atene                                                                  | Grecia                                                                 | 1 – 1                                                                  | Romania                                                                | Amichevole                                                             | -                                                                      | 46’                                                                    |
| 19-12-1978                                                             | Tel Aviv                                                               | Israele                                                                | 1 – 2                                                                  | Romania                                                                | Amichevole                                                             | -                                                                      |                                                                        |
| 21-3-1979                                                              | Bucarest                                                               | Romania                                                                | 3 – 0                                                                  | Grecia                                                                 | Amichevole                                                             | -                                                                      |                                                                        |
| 4-4-1979                                                               | Craiova                                                                | Romania                                                                | 2 – 2                                                                  | Spagna                                                                 | Qual. Euro 1980                                                        | -                                                                      |                                                                        |
| 1-6-1979                                                               | Berlino Est                                                            | Germania Est                                                           | 1 – 0                                                                  | Romania                                                                | Amichevole                                                             | -                                                                      |                                                                        |
| 14-10-1979                                                             | Mosca                                                                  | Unione Sovietica                                                       | 3 – 1                                                                  | Romania                                                                | Amichevole                                                             | -                                                                      |                                                                        |
| 31-10-1979                                                             | Kosovska Mitrovica                                                     | Jugoslavia                                                             | 2 – 1                                                                  | Romania                                                                | Qual. Euro 1980                                                        | -                                                                      |                                                                        |
| 18-11-1979                                                             | Bucarest                                                               | Romania                                                                | 2 – 0                                                                  | Cipro                                                                  | Qual. Euro 1980                                                        | -                                                                      |                                                                        |
| 16-2-1980                                                              | Napoli                                                                 | Italia                                                                 | 2 – 1                                                                  | Romania                                                                | Amichevole                                                             | 1                                                                      |                                                                        |
| 30-3-1980                                                              | Belgrado                                                               | Jugoslavia                                                             | 2 – 0                                                                  | Romania                                                                | Coppa dei Balcani 1977-1980 - Finale                                   | -                                                                      |                                                                        |
| 2-4-1980                                                               | Bucarest                                                               | Romania                                                                | 2 – 2                                                                  | Germania Est                                                           | Amichevole                                                             | -                                                                      |                                                                        |
| 18-5-1980                                                              | Brno                                                                   | Cecoslovacchia                                                         | 2 – 1                                                                  | Romania                                                                | Amichevole                                                             | -                                                                      |                                                                        |
| 6-6-1980                                                               | Bruxelles                                                              | Belgio                                                                 | 2 – 1                                                                  | Romania                                                                | Amichevole                                                             | -                                                                      |                                                                        |
| 11-11-1981                                                             | Berna                                                                  | Svizzera                                                               | 0 – 0                                                                  | Romania                                                                | Qual. Mondiali 1982                                                    | -                                                                      | 90’                                                                    |
| 24-3-1982                                                              | Bruxelles                                                              | Belgio                                                                 | 4 – 1                                                                  | Romania                                                                | Amichevole                                                             | -                                                                      | 69’                                                                    |
| 14-4-1982                                                              | Ruse                                                                   | Bulgaria                                                               | 1 – 2                                                                  | Romania                                                                | Amichevole                                                             | 1                                                                      |                                                                        |
| 1-5-1982                                                               | Hunedoara                                                              | Romania                                                                | 3 – 1                                                                  | Cipro                                                                  | Qual. Euro 1984                                                        | 1                                                                      |                                                                        |
| 12-5-1982                                                              | Rosario                                                                | Argentina                                                              | 1 – 0                                                                  | Romania                                                                | Amichevole                                                             | -                                                                      |                                                                        |
| 16-5-1982                                                              | Lima                                                                   | Perù                                                                   | 2 – 0                                                                  | Romania                                                                | Amichevole                                                             | -                                                                      |                                                                        |
| 18-5-1982                                                              | Ñuñoa                                                                  | Cile                                                                   | 2 – 3                                                                  | Romania                                                                | Amichevole                                                             | -                                                                      |                                                                        |
| 15-7-1982                                                              | Suceava                                                                | Romania                                                                | 4 – 0                                                                  | Giappone                                                               | Amichevole                                                             | 1                                                                      |                                                                        |
| 18-7-1982                                                              | Bucarest                                                               | Romania                                                                | 3 – 1                                                                  | Giappone                                                               | Amichevole                                                             | 1                                                                      |                                                                        |
| 1-9-1982                                                               | Bucarest                                                               | Romania                                                                | 1 – 0                                                                  | Danimarca                                                              | Amichevole                                                             | -                                                                      |                                                                        |
| 8-9-1982                                                               | Bucarest                                                               | Romania                                                                | 2 – 0                                                                  | Svezia                                                                 | Qual. Euro 1984                                                        | -                                                                      |                                                                        |
| 17-11-1982                                                             | Chemnitz                                                               | Germania Est                                                           | 4 – 1                                                                  | Romania                                                                | Amichevole                                                             | 1                                                                      |                                                                        |
| 4-12-1982                                                              | Firenze                                                                | Italia                                                                 | 0 – 0                                                                  | Romania                                                                | Qual. Euro 1984                                                        | -                                                                      | 18’                                                                    |
| 29-1-1983                                                              | Istanbul                                                               | Turchia                                                                | 1 – 1                                                                  | Romania                                                                | Amichevole                                                             | -                                                                      | cap.                                                                   |
| 2-2-1983                                                               | Larissa                                                                | Grecia                                                                 | 1 – 3                                                                  | Romania                                                                | Amichevole                                                             | 1                                                                      |                                                                        |
| 9-3-1983                                                               | Târgu Mureș                                                            | Romania                                                                | 3 – 1                                                                  | Turchia                                                                | Amichevole                                                             | 1                                                                      | 64’                                                                    |
| 30-3-1983                                                              | Timişoara                                                              | Romania                                                                | 0 – 2                                                                  | Jugoslavia                                                             | Amichevole                                                             | -                                                                      |                                                                        |
| 16-4-1983                                                              | Bucarest                                                               | Romania                                                                | 1 – 0                                                                  | Italia                                                                 | Qual. Euro 1984                                                        | 1                                                                      |                                                                        |
| 15-5-1983                                                              | Bucarest                                                               | Romania                                                                | 0 – 1                                                                  | Cecoslovacchia                                                         | Qual. Euro 1984                                                        | -                                                                      |                                                                        |
| 1-6-1983                                                               | Sarajevo                                                               | Jugoslavia                                                             | 2 – 1                                                                  | Romania                                                                | Amichevole                                                             | -                                                                      | cap.                                                                   |
| 9-6-1983                                                               | Solna                                                                  | Svezia                                                                 | 0 – 1                                                                  | Romania                                                                | Qual. Euro 1984                                                        | -                                                                      |                                                                        |
| 10-8-1983                                                              | Oslo                                                                   | Norvegia                                                               | 0 – 0                                                                  | Romania                                                                | Amichevole                                                             | -                                                                      |                                                                        |
| 24-8-1983                                                              | Bucarest                                                               | Romania                                                                | 1 – 0                                                                  | Germania Est                                                           | Amichevole                                                             | -                                                                      |                                                                        |
| 12-10-1983                                                             | Wrexham                                                                | Galles                                                                 | 5 – 0                                                                  | Romania                                                                | Amichevole                                                             | -                                                                      |                                                                        |
| 8-11-1983                                                              | Haifa                                                                  | Israele                                                                | 1 – 1                                                                  | Romania                                                                | Amichevole                                                             | -                                                                      |                                                                        |
| 12-11-1983                                                             | Limassol                                                               | Cipro                                                                  | 0 – 1                                                                  | Romania                                                                | Qual. Euro 1984                                                        | 1                                                                      | 24’                                                                    |
| 30-11-1983                                                             | Bratislava                                                             | Cecoslovacchia                                                         | 1 – 1                                                                  | Romania                                                                | Qual. Euro 1984                                                        | -                                                                      |                                                                        |
| 7-2-1984                                                               | Algeri                                                                 | Algeria                                                                | 1 – 1                                                                  | Romania                                                                | Amichevole                                                             | -                                                                      |                                                                        |
| 7-3-1984                                                               | Craiova                                                                | Romania                                                                | 2 – 0                                                                  | Grecia                                                                 | Amichevole                                                             | -                                                                      |                                                                        |
| 11-4-1984                                                              | Oradea                                                                 | Romania                                                                | 0 – 0                                                                  | Israele                                                                | Amichevole                                                             | -                                                                      |                                                                        |
| 14-6-1984                                                              | Saint-Étienne                                                          | Spagna                                                                 | 1 – 1                                                                  | Romania                                                                | Euro 1984 - 1º turno                                                   | 1                                                                      |                                                                        |
| 17-6-1984                                                              | Lens                                                                   | Germania Ovest                                                         | 2 – 1                                                                  | Romania                                                                | Euro 1984 - 1º turno                                                   | -                                                                      |                                                                        |
| 20-6-1984                                                              | Nantes                                                                 | Romania                                                                | 0 – 1                                                                  | Portogallo                                                             | Euro 1984 - 1º turno                                                   | -                                                                      |                                                                        |
| 29-7-1984                                                              | Iaşi                                                                   | Romania                                                                | 4 – 2                                                                  | Cina                                                                   | Amichevole                                                             | -                                                                      |                                                                        |
| 31-7-1984                                                              | Buzău                                                                  | Romania                                                                | 1 – 0                                                                  | Cina                                                                   | Amichevole                                                             | -                                                                      | cap.                                                                   |
| 21-11-1984                                                             | Petah Tikva                                                            | Israele                                                                | 1 – 1                                                                  | Romania                                                                | Amichevole                                                             | -                                                                      | cap. 60’                                                               |
| 5-12-1984                                                              | Amarousio                                                              | Grecia                                                                 | 2 – 1                                                                  | Romania                                                                | Amichevole                                                             | -                                                                      | 77’                                                                    |
| 30-1-1985                                                              | Lisbona                                                                | Portogallo                                                             | 2 – 3                                                                  | Romania                                                                | Amichevole                                                             | -                                                                      |                                                                        |
| 27-3-1985                                                              | Sibiu                                                                  | Romania                                                                | 0 – 0                                                                  | Polonia                                                                | Amichevole                                                             | -                                                                      |                                                                        |
| 1-5-1985                                                               | Bucarest                                                               | Romania                                                                | 0 – 0                                                                  | Inghilterra                                                            | Qual. Mondiali 1986                                                    | -                                                                      |                                                                        |
| 6-6-1985                                                               | Helsinki                                                               | Finlandia                                                              | 1 – 1                                                                  | Romania                                                                | Qual. Mondiali 1986                                                    | -                                                                      | 60’                                                                    |
| 7-8-1985                                                               | Mosca                                                                  | Unione Sovietica                                                       | 2 – 0                                                                  | Romania                                                                | Amichevole                                                             | -                                                                      |                                                                        |
| 28-8-1985                                                              | Timișoara                                                              | Romania                                                                | 2 – 0                                                                  | Finlandia                                                              | Qual. Mondiali 1986                                                    | -                                                                      |                                                                        |
| 11-9-1985                                                              | Londra                                                                 | Inghilterra                                                            | 1 – 1                                                                  | Romania                                                                | Qual. Mondiali 1986                                                    | -                                                                      |                                                                        |
| 16-10-1985                                                             | Bucarest                                                               | Romania                                                                | 0 – 1                                                                  | Irlanda del Nord                                                       | Qual. Mondiali 1986                                                    | -                                                                      |                                                                        |
| 13-11-1985                                                             | Smirne                                                                 | Turchia                                                                | 1 – 3                                                                  | Romania                                                                | Qual. Mondiali 1986                                                    | -                                                                      |                                                                        |
| 23-4-1986                                                              | Timișoara                                                              | Romania                                                                | 2 – 1                                                                  | Unione Sovietica                                                       | Amichevole                                                             | -                                                                      |                                                                        |
| 4-6-1986                                                               | Bucarest                                                               | Romania                                                                | 3 – 1                                                                  | Norvegia                                                               | Amichevole                                                             | -                                                                      |                                                                        |
| 20-8-1986                                                              | Oslo                                                                   | Norvegia                                                               | 2 – 2                                                                  | Romania                                                                | Amichevole                                                             | -                                                                      |                                                                        |
| 10-9-1986                                                              | Bucarest                                                               | Romania                                                                | 4 – 0                                                                  | Austria                                                                | Amichevole                                                             | -                                                                      | cap.                                                                   |
| 8-10-1986                                                              | Tel Aviv                                                               | Israele                                                                | 2 – 4                                                                  | Romania                                                                | Amichevole                                                             | 1                                                                      | cap.                                                                   |
| 12-11-1986                                                             | Siviglia                                                               | Spagna                                                                 | 1 – 0                                                                  | Romania                                                                | Qual. Euro 1988                                                        | -                                                                      | cap.                                                                   |
| 4-3-1987                                                               | Ankara                                                                 | Turchia                                                                | 1 – 3                                                                  | Romania                                                                | Amichevole                                                             | 1                                                                      | cap.                                                                   |
| 11-3-1987                                                              | Atene                                                                  | Grecia                                                                 | 1 – 1                                                                  | Romania                                                                | Amichevole                                                             | -                                                                      | cap.                                                                   |
| 25-3-1987                                                              | Bucarest                                                               | Romania                                                                | 5 – 1                                                                  | Albania                                                                | Qual. Euro 1988                                                        | 1                                                                      | cap.                                                                   |
| 8-4-1987                                                               | Brașov                                                                 | Romania                                                                | 3 – 2                                                                  | Israele                                                                | Amichevole                                                             | -                                                                      | cap. 78’                                                               |
| 29-4-1987                                                              | Bucarest                                                               | Romania                                                                | 3 – 1                                                                  | Spagna                                                                 | Qual. Euro 1988                                                        | -                                                                      | cap. 73’                                                               |
| 2-9-1987                                                               | Bydgoszcz                                                              | Polonia                                                                | 3 – 1                                                                  | Romania                                                                | Amichevole                                                             | 1                                                                      | cap.                                                                   |
| 7-10-1987                                                              | Bucarest                                                               | Romania                                                                | 2 – 2                                                                  | Grecia                                                                 | Amichevole                                                             | 1                                                                      | cap.                                                                   |
| 28-10-1987                                                             | Valona                                                                 | Albania                                                                | 0 – 1                                                                  | Romania                                                                | Qual. Euro 1988                                                        | -                                                                      | cap.                                                                   |
| 18-11-1987                                                             | Vienna                                                                 | Austria                                                                | 0 – 0                                                                  | Romania                                                                | Qual. Euro 1988                                                        | -                                                                      | cap.                                                                   |
| 3-2-1988                                                               | Haifa                                                                  | Israele                                                                | 0 – 2                                                                  | Romania                                                                | Torneo d'Israele 1988                                                  | 1                                                                      | cap.                                                                   |
| 6-2-1988                                                               | Haifa                                                                  | Polonia                                                                | 2 – 2                                                                  | Romania                                                                | Torneo d'Israele 1988                                                  | -                                                                      | cap.                                                                   |
| 23-3-1988                                                              | Dublino                                                                | Irlanda                                                                | 2 – 0                                                                  | Romania                                                                | Amichevole                                                             | -                                                                      | cap.                                                                   |
| 30-3-1988                                                              | Halle                                                                  | Germania Est                                                           | 3 – 3                                                                  | Romania                                                                | Amichevole                                                             | 1                                                                      | cap.                                                                   |
| 1-6-1988                                                               | Amsterdam                                                              | Paesi Bassi                                                            | 2 – 0                                                                  | Romania                                                                | Amichevole                                                             | -                                                                      | Cap.                                                                   |
| Totale                                                                 |                                                                        | Presenze (5º posto)                                                    | 103                                                                    |                                                                        | Reti (6º posto)                                                        | 23                                                                     |                                                                        |

### Allenatore
In grassetto le competizioni vinte.
| Stagione                | Squadra                 | Campionato              | Campionato | Campionato | Campionato | Campionato | Coppe nazionali | Coppe nazionali | Coppe nazionali | Coppe nazionali | Coppe nazionali | Coppe continentali | Coppe continentali | Coppe continentali | Coppe continentali | Coppe continentali | Altre coppe | Altre coppe | Altre coppe | Altre coppe | Altre coppe | Totale | Totale | Totale | Totale | % Vittorie | Piazzamento      |
| Stagione                | Squadra                 | Comp                    | G          | V          | N          | P          | Comp            | G               | V               | N               | P               | Comp               | G                  | V                  | N                  | P                  | Comp        | G           | V           | N           | P           | G      | V      | N      | P      | %          | Piazzamento      |
| ----------------------- | ----------------------- | ----------------------- | ---------- | ---------- | ---------- | ---------- | --------------- | --------------- | --------------- | --------------- | --------------- | ------------------ | ------------------ | ------------------ | ------------------ | ------------------ | ----------- | ----------- | ----------- | ----------- | ----------- | ------ | ------ | ------ | ------ | ---------- | ---------------- |
| 1994-1995               | Nancy                   | D2                      | 42         | 15         | 18         | 9          | CF+CdL          | 4+1             | 3+0             | 0+1             | 1+0             | -                  | -                  | -                  | -                  | -                  | -           | -           | -           | -           | -           | 47     | 18     | 19     | 10     | 38,30      | 7º               |
| 1995-1996               | Nancy                   | D2                      | 42         | 20         | 16         | 6          | CF+CdL          | 2+2             | 1+0             | 1+1             | 0+1             | -                  | -                  | -                  | -                  | -                  | -           | -           | -           | -           | -           | 46     | 21     | 18     | 7      | 45,65      | 3º (prom.)       |
| 1996-1997               | Nancy                   | D1                      | 38         | 9          | 10         | 19         | CF+CdL          | 1+1             | 0+0             | 0+0             | 1+1             | -                  | -                  | -                  | -                  | -                  | -           | -           | -           | -           | -           | 40     | 9      | 10     | 21     | 22,50      | 18º (retr.)      |
| 1997-1998               | Nancy                   | D2                      | 42         | 20         | 16         | 6          | CF+CdL          | 2+3             | 1+1             | 0+1             | 1+1             | -                  | -                  | -                  | -                  | -                  | -           | -           | -           | -           | -           | 47     | 22     | 17     | 8      | 46,81      | 1º (prom.)       |
| 1998-1999               | Nancy                   | D1                      | 34         | 10         | 9          | 15         | CF+CdL          | 1+2             | 0+1             | 0+0             | 1+1             | -                  | -                  | -                  | -                  | -                  | -           | -           | -           | -           | -           | 37     | 11     | 9      | 17     | 29,73      | 11º              |
| 1999-2000               | Nancy                   | D1                      | 34         | 11         | 9          | 14         | CF+CdL          | 1+3             | 0+2             | 0+0             | 1+1             | -                  | -                  | -                  | -                  | -                  | -           | -           | -           | -           | -           | 38     | 13     | 9      | 16     | 34,21      | 16º (retr.)      |
| Totale Nancy            | Totale Nancy            | Totale Nancy            | 232        | 85         | 78         | 69         |                 | 23              | 9               | 4               | 10              |                    | -                  | -                  | -                  | -                  |             | -           | -           | -           | -           | 255    | 94     | 82     | 79     | 36,86      |                  |
| 2001-2002               | Sporting Lisbona        | PL                      | 34         | 22         | 9          | 3          | CP              | 7               | 6               | 1               | 0               | CU                 | 6                  | 4                  | 1                  | 1                  | -           | -           | -           | -           | -           | 47     | 32     | 11     | 4      | 68,09      | 1º               |
| 2002-2003               | Sporting Lisbona        | PL                      | 34         | 17         | 8          | 9          | CP              | 3               | 2               | 0               | 1               | UCL+CU             | 2+2                | 0+0                | 1+1                | 1+1                | SP          | 1           | 1           | 0           | 0           | 42     | 20     | 10     | 12     | 47,62      | 3º               |
| Totale Sporting Lisbona | Totale Sporting Lisbona | Totale Sporting Lisbona | 68         | 39         | 17         | 12         |                 | 10              | 8               | 1               | 1               |                    | 10                 | 4                  | 3                  | 3                  |             | 1           | 1           | 0           | 0           | 89     | 52     | 21     | 16     | 58,43      |                  |
| 2003-2004               | Rennes                  | L1                      | 38         | 14         | 10         | 14         | CF+CdL          | 4+1             | 1+0             | 2+1             | 1+0             | -                  | -                  | -                  | -                  | -                  | -           | -           | -           | -           | -           | 43     | 15     | 13     | 15     | 34,88      | 9º               |
| 2004-2005               | Rennes                  | L1                      | 38         | 15         | 10         | 13         | CF+CdL          | 3+1             | 2+0             | 0+1             | 1+0             | -                  | -                  | -                  | -                  | -                  | -           | -           | -           | -           | -           | 42     | 17     | 11     | 14     | 40,48      | 4º               |
| 2005-2006               | Rennes                  | L1                      | 38         | 18         | 5          | 15         | CF+CdL          | 5+1             | 4+0             | 0+0             | 1+1             | CU                 | 6                  | 1                  | 1                  | 4                  | -           | -           | -           | -           | -           | 50     | 23     | 6      | 21     | 46,00      | 7º               |
| Totale Rennes           | Totale Rennes           | Totale Rennes           | 114        | 47         | 25         | 42         |                 | 15              | 7               | 4               | 4               |                    | 6                  | 1                  | 1                  | 4                  |             | -           | -           | -           | -           | 135    | 55     | 30     | 50     | 40,74      |                  |
| lug.-ott. 2006          | Monaco                  | L1                      | 10         | 2          | 1          | 7          | CF+CdL          | 0+1             | 0               | 1               | 0               | -                  | -                  | -                  | -                  | -                  | -           | -           | -           | -           | -           | 11     | 2      | 2      | 7      | 18,18      | Eson.            |
| 2007-2008               | Al-Jazira               | UAE                     | 22         | 11         | 6          | 5          | CEA             | 1               | 0               | 0               | 1               | CCG                | 7                  | 5                  | 1                  | 1                  | -           | -           | -           | -           | -           | 30     | 16     | 7      | 7      | 53,33      | 2º               |
| 2008-2009               | Standard Liegi          | PL                      | 34+2       | 24+1       | 5+1        | 5+0        | CB              | 1               | 0               | 0               | 1               | UCL+CU             | 2+8                | 0+4                | 1+2                | 1+2                | SB          | 1           | 1           | 0           | 0           | 48     | 30     | 9      | 9      | 62,50      | 1°               |
| 2009-feb. 2010          | Standard Liegi          | PL                      | 24         | 9          | 8          | 7          | CB              | 2               | 1               | 0               | 1               | UCL+UEL            | 6+0                | 1                  | 2                  | 3                  | SB          | 1           | 1           | 0           | 0           | 33     | 12     | 10     | 11     | 36,36      | Eson.            |
| Totale Standard Liegi   | Totale Standard Liegi   | Totale Standard Liegi   | 60         | 34         | 14         | 12         |                 | 3               | 1               | 0               | 2               |                    | 16                 | 5                  | 5                  | 6                  |             | 2           | 2           | 0           | 0           | 81     | 42     | 19     | 20     | 51,85      |                  |
| mag.-set. 2010          | Al-Wahda                | UAE                     | 2          | 1          | 0          | 1          | -               | -               | -               | -               | -               | -                  | -                  | -                  | -                  | -                  | SUAE        | 1           | 0           | 0           | 1           | 3      | 1      | 0      | 2      | 33,33      | Eson.            |
| gen.-mag. 2011          | Lens                    | L1                      | 20         | 4          | 7          | 9          | CF+CdL          | 1+0             | 0+0             | 0+0             | 1+0             | -                  | -                  | -                  | -                  | -                  | -           | -           | -           | -           | -           | 21     | 4      | 7      | 10     | 19,05      | Sub. 19° (retr.) |
| 2011-2012               | PAOK                    | SLE                     | 30+6       | 14+2       | 8+1        | 8+3        | CG              | 3               | 2               | 0               | 1               | UEL                | 12                 | 6                  | 5                  | 1                  | -           | -           | -           | -           | -           | 51     | 24     | 14     | 13     | 47,06      | 4°               |
| 2012-2013               | Al-Khor                 | QSL                     | 22         | 7          | 8          | 7          | QSC+ECQ         | 5+2             | 0+0             | 1+1             | 4+1             | CCG                | 9                  | 6                  | 2                  | 1                  | SQ          | 3           | 1           | 1           | 1           | 41     | 14     | 13     | 14     | 34,15      | 7º               |
| 2013-2014               | Al-Khor                 | QSL                     | 26         | 5          | 15         | 6          | QSC+ECQ         | 4+3             | 1+2             | 0+1             | 3+0             | CCG                | 4                  | 0                  | 1                  | 3                  | SQ          | 4           | 2           | 0           | 2           | 41     | 10     | 17     | 14     | 24,39      | 11º              |
| 2014-2015               | Al-Khor                 | QSL                     | 26         | 7          | 9          | 10         | ECQ             | 3               | 2               | 0               | 1               | -                  | -                  | -                  | -                  | -                  | -           | -           | -           | -           | -           | 29     | 9      | 9      | 11     | 31,03      | 10º              |
| Totale Al-Khor          | Totale Al-Khor          | Totale Al-Khor          | 74         | 19         | 32         | 23         |                 | 17              | 5               | 3               | 9               |                    | 13                 | 6                  | 3                  | 4                  |             | 7           | 3           | 1           | 3           | 111    | 33     | 39     | 39     | 29,73      |                  |
| lug.-nov. 2015          | Al-Ittihad              | SPL                     | 7          | 4          | 1          | 2          | CPC+KC          | 3+0             | 3+0             | 0+0             | 0+0             | ACL                | 0                  | 0                  | 0                  | 0                  | -           | -           | -           | -           | -           | 10     | 7      | 1      | 2      | 70,00      | Eson.            |
| 2017-2018               | Anversa                 | PL                      | 30+10      | 10+4       | 11+2       | 9+4        | CB              | 2               | 1               | 0               | 1               | -                  | -                  | -                  | -                  | -                  | -           | -           | -           | -           | -           | 42     | 15     | 13     | 14     | 35,71      | 8°               |
| 2018-2019               | Anversa                 | PL                      | 30+11      | 14+5       | 7+2        | 9+4        | CB              | 1               | 0               | 0               | 1               | -                  | -                  | -                  | -                  | -                  | -           | -           | -           | -           | -           | 42     | 19     | 9      | 14     | 45,24      | 4°               |
| 2019-2020               | Anversa                 | PL                      | 29         | 15         | 8          | 6          | CB              | 5               | 3               | 2               | 0               | UEL                | 4                  | 1                  | 1                  | 2                  | -           | -           | -           | -           | -           | 38     | 19     | 11     | 8      | 50,00      | 4°               |
| Totale Anversa          | Totale Anversa          | Totale Anversa          | 110        | 48         | 30         | 32         |                 | 8               | 4               | 2               | 2               |                    | 4                  | 1                  | 1                  | 2                  |             |             |             |             |             | 122    | 53     | 33     | 36     | 43,44      |                  |
| ago.-set. 2020          | Gent                    | PL                      | 3          | 1          | 0          | 2          | CB              | -               | -               | -               | -               | UCL+UEL            | -                  | -                  | -                  | -                  | -           | -           | -           | -           | -           | 2      | 1      | 0      | 2      | 50,00      | Sub. eson.       |
| ott. 2020-mag. 2021     | Panathīnaïkos           | SLE                     | 30         | 14         | 8          | 8          | CG              | 2               | 0               | 0               | 2               | -                  | -                  | -                  | -                  | -                  | -           | -           | -           | -           | -           | 32     | 14     | 8      | 10     | 43,75      | Sub. eson.       |
| 2022-2023               | Metz                    | L2                      | 38         | 20         | 12         | 6          | CF              | 3               | 2               | 0               | 1               | -                  | -                  | -                  | -                  | -                  | -           | -           | -           | -           | -           | 41     | 22     | 12     | 7      | 53,66      | 2° (prom.)       |
| 2023-2024               | Metz                    | L1                      | 34+2       | 8+0        | 5+1        | 21+1       | CF              | 1               | 0               | 1               | 0               | -                  | -                  | -                  | -                  | -                  | -           | -           | -           | -           | -           | 37     | 8      | 7      | 22     | 21,62      | 18º (retr.)      |
| Totale Metz             | Totale Metz             | Totale Metz             | 74         | 28         | 18         | 28         |                 | 4               | 2               | 1               | 1               |                    |                    |                    |                    |                    |             |             |             |             |             | 78     | 30     | 19     | 29     | 38,46      |                  |
| Totale carriera         | Totale carriera         | Totale carriera         | 862        | 353        | 246        | 263        |                 | 91              | 41              | 16              | 34              |                    | 68                 | 28                 | 19                 | 21                 |             | 8           | 5           | 0           | 3           | 1 029  | 427    | 281    | 321    | 41,50      |                  |

## Palmarès

### Giocatore

#### Club

##### Competizioni nazionali
- Campionato rumeno: 3

Steaua Bucarest: 1984-1985, 1985–1986, 1986-1987
- Coppa di Romania: 2

Steaua Bucarest: 1984-1985, 1986-1987

##### Competizioni internazionali
- Coppa dei Campioni: 1

Steaua Bucarest: 1985-1986
- Supercoppa UEFA: 1

Steaua Bucarest: 1986

#### Nazionale
- Coppa dei Balcani: 1

1977-1980

#### Individuale
- Calciatore rumeno dell'anno: 2

1977, 1983

### Allenatore

#### Club

##### Competizioni nazionali
- Campionato francese di seconda divisione: 1

Nancy: 1997-1998
- Campionato portoghese: 1

Sporting Lisbona: 2001-2002
- Coppa del Portogallo: 1

Sporting Lisbona: 2001-2002
- Supercoppa di Portogallo: 1

Sporting Lisbona: 2002
- Campionato belga: 1

Standard Liegi: 2008-2009
- Supercoppa del Belgio: 2

Standard Liegi: 2008, 2009

##### Competizioni internazionali
- Coppa dei Campioni del Golfo: 1

Al-Jazira: 2007

#### Individuale
- Allenatore dell'anno del campionato belga: 1

2009